# Landkreis Meiningen

Lage des Landkreises Meiningen in Thüringen im Jahr 1922

Der Landkreis Meiningen war ein Landkreis im Südwesten des heutigen Thüringen, der von 1868 bis 1952 existierte. Kreisstadt war die Residenzstadt Meiningen.
Landschaftlich war der Landkreis vielfältig geprägt, wurde aber vom Werratal dominiert, das sich von Leutersdorf im Süden bis nach Bad Salzungen im Norden durch den ganzen Landkreis zog. Im Westen des Kreisgebietes lagen Teile der Gebirgszüge der Rhön und im Osten des Thüringer Waldes. Den Süden nahmen Teile des Grabfeldes ein.

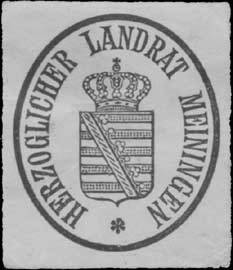
Siegelmarke des Landrats vor 1918

## Geschichte
Bei einer strukturellen Neuordnung des Herzogtums Sachsen-Meiningen im Jahr 1869 wurde aus dem Meininger Unterland der Landkreis Meiningen als einer von vier Landkreisen gebildet. Meiningen, die Hauptstadt von Sachsen-Meiningen, wurde somit auch zur Kreisstadt. Die anderen drei Kreise waren Hildburghausen, Sonneberg und Saalfeld. 1882 gründete Landrat Rudolf Ziller die Kreissparkasse Meiningen.

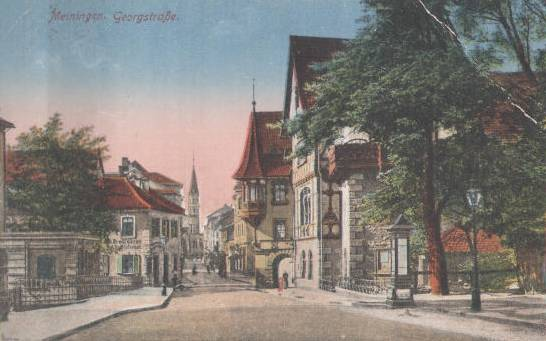
Georgstraße in Meiningen 1905

Nach der Abdankung von Herzog Bernhard III. am 10. November 1918 wurde das Herzogtum zum Freistaat Sachsen-Meiningen, der bis 1920 fortbestand. Danach kam der Landkreis Meiningen zum neu gegründeten Land Thüringen. Bei der Thüringer Kreisreform von 1922 gab der Landkreis die Gemeinden Bernshausen, Dietlas, Kaltenlengsfeld und Oberellen an den Landkreis Eisenach ab. Gleichzeitig kamen aus dem aufgelösten Verwaltungsbezirk Dermbach die Stadt Ostheim vor der Rhön sowie die Gemeinden Birx, Frankenheim/Rhön, Helmershausen, Melpers, Sondheim vor der Rhön, Stetten, Urspringen, Wohlmuthausen und Zillbach neu zum Landkreis hinzu. Die Stadt Zella-Mehlis wurde 1926 zu einem eigenen Stadtkreis erhoben. Zum 1. Oktober 1935 erhielt Zella-Mehlis einen Sonderstatus. Sie bildete nunmehr zwar keinen Stadtkreis mehr, blieb aber eine kreisfreie Stadt, die teilweise der Rechtsaufsicht des Landkreises Meiningen unterstand.
Wegen einer Gebietsbereinigung bei der Bildung der Besatzungszonen in Deutschland nach dem Zweiten Weltkrieg trat der Landkreis 1945 die Stadt Ostheim vor der Rhön sowie die Gemeinden Sondheim vor der Rhön, Stetten und Urspringen an den bayerischen Landkreis Mellrichstadt ab. Am 1. Juli 1945 gab der Landkreis Herrschaft Schmalkalden die Exklave Barchfeld an den Landkreis Meiningen ab. Am 1. Juli 1946 wechselten die Gemeinden Birx, Frankenheim/Rhön und Melpers in den Landkreis Eisenach.
Am 1. Juli 1950 erfolgte die erste größere Gebietsreform in der DDR. Der Landkreis Meiningen gab dabei seinen Nordteil mit der Stadt Bad Salzungen an den neuen Landkreis Bad Salzungen sowie die Gemeinde Möckers an den Landkreis Suhl ab. Gleichzeitig kamen die Stadt Brotterode sowie die Gemeinden Elmenthal, Fambach, Herges-Auwallenburg, Herrenbreitungen, Heßles, Hohleborn, Pappenheim, Laudenbach, Trusen und Wahles aus dem aufgelösten Landkreis Schmalkalden neu zum Landkreis Meiningen.
Bei der Verwaltungsreform von 1952 in der DDR gab der Landkreis einen großen Gebietsteil an den Kreis Schmalkalden ab. Der verbleibende Kreis bestand als Kreis Meiningen im Bezirk Suhl fort.

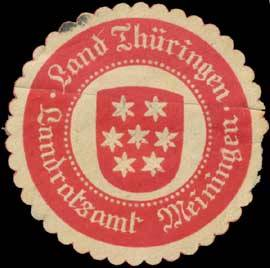
Siegelmarke des Landratsamts nach 1920

## Bevölkerung
1900 lebten auf einer Fläche von 749 Quadratkilometern in 124 Gemeinden 65.595 Menschen.
Weitere Städte neben Meiningen waren Wasungen und Bad Salzungen. Zu den größeren Orten zählten weiterhin Bad Liebenstein, Alten- und Frauenbreitungen, Schweina, Wernshausen und Walldorf. 1925 hatte der Landkreis mit dem neu hinzugekommenen Ostheim vor der Rhön 84.750 und 1933 87.970 Einwohner.

## Verkehr
Im Verkehr war der Kreis über die Reichsstraßen 19 (Eisenach–Meiningen–Würzburg), 89 (Meiningen–Kronach) und 285 (Dorndorf–Mellrichstadt) zu erreichen. Der Bau der Reichsautobahn Eisenach–Meiningen–Bamberg (Strecke 85), die den Landkreis über Breitungen/Werra, Niederschmalkalden, Meiningen und Rentwertshausen durchquert und erschlossen hätte, wurde nach Kriegsbeginn 1940 eingestellt und später nicht vollendet.
Von Meiningen aus gab es Eisenbahnstrecken nach Erfurt, Eisenach, Schweinfurt, Sonneberg und Römhild.

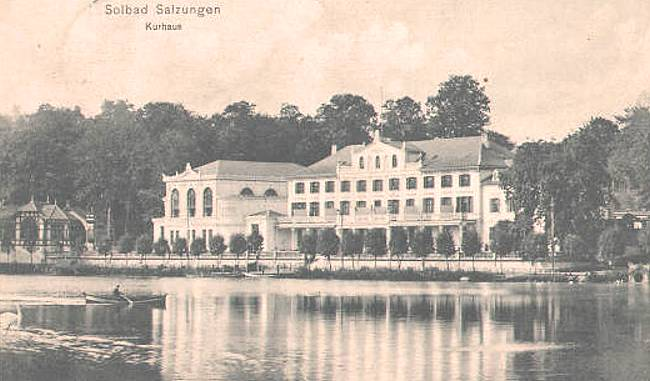
Bad Salzungen 1900

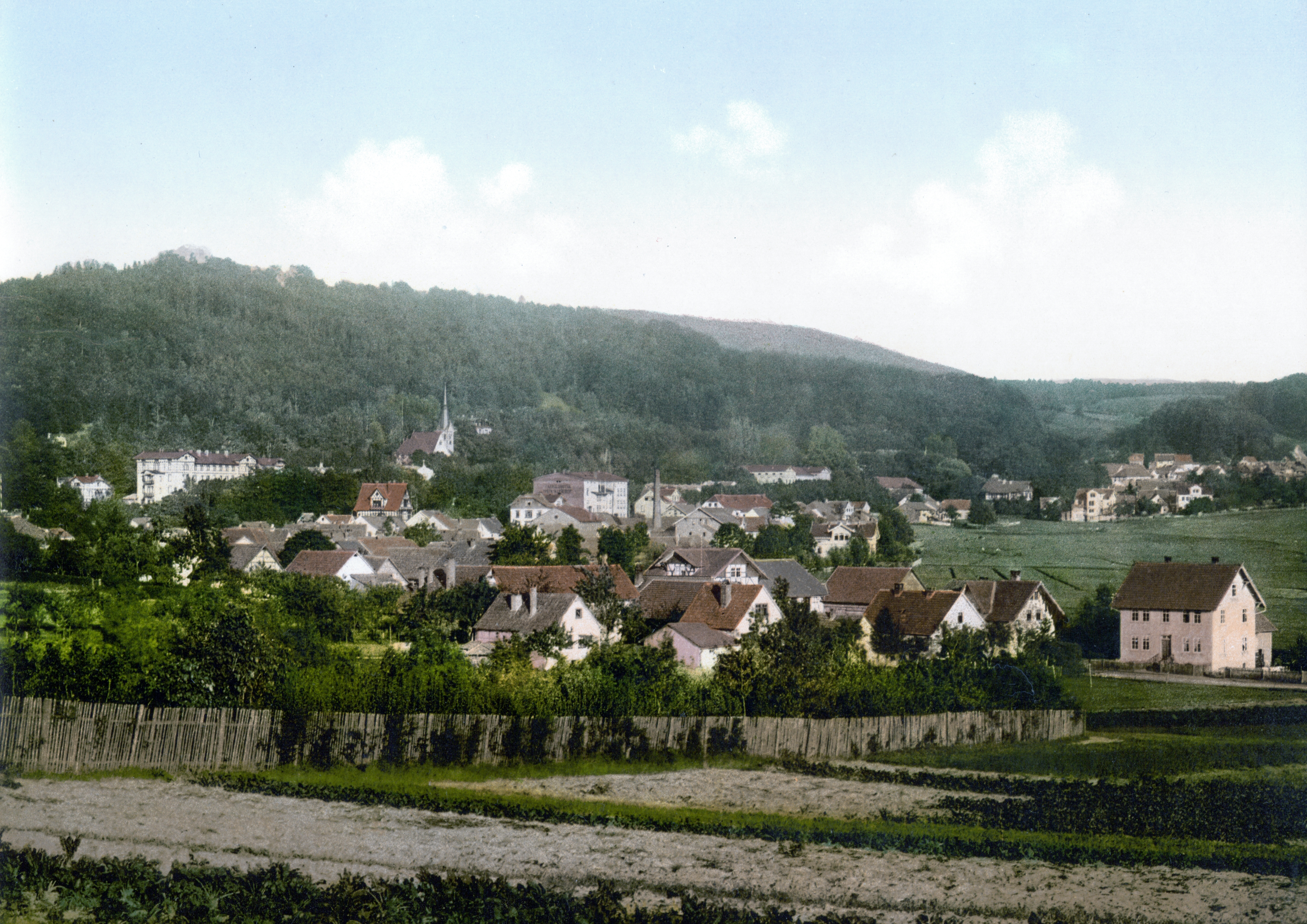
Bad Liebenstein (um 1900)

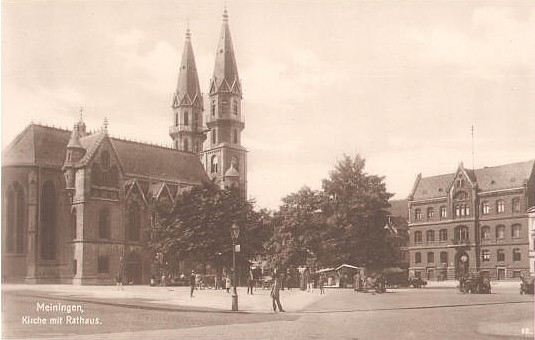
Markt, Stadtkirche und Rathaus in Meiningen um 1900

## Wirtschaft
Wirtschaftliche Haupterwerbszweige im Landkreis Meiningen waren der Ackerbau (Kartoffeln, Getreide, Tabak), die Viehzucht (Rhön, Werratal), die Forstwirtschaft, die Textilherstellung (Niederschmalkalden), mehrere Brauereien (Meiningen), der Kurbetrieb in Salzungen und Liebenstein, die Bauwirtschaft (Meiningen) und der Schienenfahrzeug- und Maschinenbau (Meiningen, Zella-Mehlis). Die Kreisstadt war mit einer Reihe von Großbanken ein bedeutender Finanzstandort in Deutschland. Weiterhin besaß Meiningen als Landeshauptstadt eine Reihe von Behörden und Institutionen. Europaweiten Ruhm erlangten auf dem kulturellen Sektor das Meininger Hoftheater und die Meininger Hofkapelle.

## Städte und Gemeinden
Im Jahre 1945 umfasste der Landkreis Meiningen vier Städte und 90 weitere Gemeinden:
| - Allendorf, Dorf - Allendorf, Kloster - Bad Liebenstein 1 - Bad Salzungen, Stadt 2 - Bairoda - Bauerbach - Belrieth - Berkach - Bettenhausen - Bibra - Birx - Bonndorf - Breitungen/Werra 3 - Dreißigacker - Eckardts - Einhausen - Einödhausen - Ellingshausen - Frankenheim/Rhön - Friedelshausen - Geba - Georgenzell - Gleimershausen - Gräfen-Nitzendorf | - Gumpelstadt - Haselbach - Helmers - Helmershausen - Henneberg - Hermannsfeld - Herpf - Hohleborn - Hümpfershausen - Immelborn - Jüchsen - Kaltenborn - Langenfeld - Leimbach - Leutersdorf - Mehmels - Meimers - Meiningen, Stadt - Melkers - Melpers - Metzels - Möckers - Möhra - Neubrunn | - Neuendorf - Niederschmalkalden - Nordheim - Oberharles - Oberkatz - Obermaßfeld-Grimmenthal - Oberrohn 4 - Oepfershausen - Ostheim vor der Rhön, Stadt - Queienfeld - Rentwertshausen - Rippershausen - Ritschenhausen - Rosa - Roßdorf - Schwallungen - Schwarzbach - Schweina - Schwickershausen - Seeba - Solz - Sondheim vor der Rhön - Stedtlingen - Steinbach | - Stepfershausen - Stetten - Sülzfeld - Träbes - Unterharles - Unterkatz - Untermaßfeld - Unterrohn - Urspringen - Utendorf - Vachdorf - Wahns - Waldfisch - Wallbach - Walldorf - Wasungen, Stadt - Wernshausen - Wildprechtroda - Witzelroda - Wohlmuthausen - Wölfershausen - Zillbach |

Bis 1938 verloren mehrere Gemeinden durch Eingemeindung ihre Eigenständigkeit:
- Ettmarshausen, 1938 zu Immelborn
- Helba, 1923 zu Meiningen
- Hermannsroda, 1923 zu Leimbach
- Knollbach, 1938 zu Breitungen
- Übelroda, 1938 zu Immelborn
- Welkershausen, 1936 zu Meiningen